# Котолетта

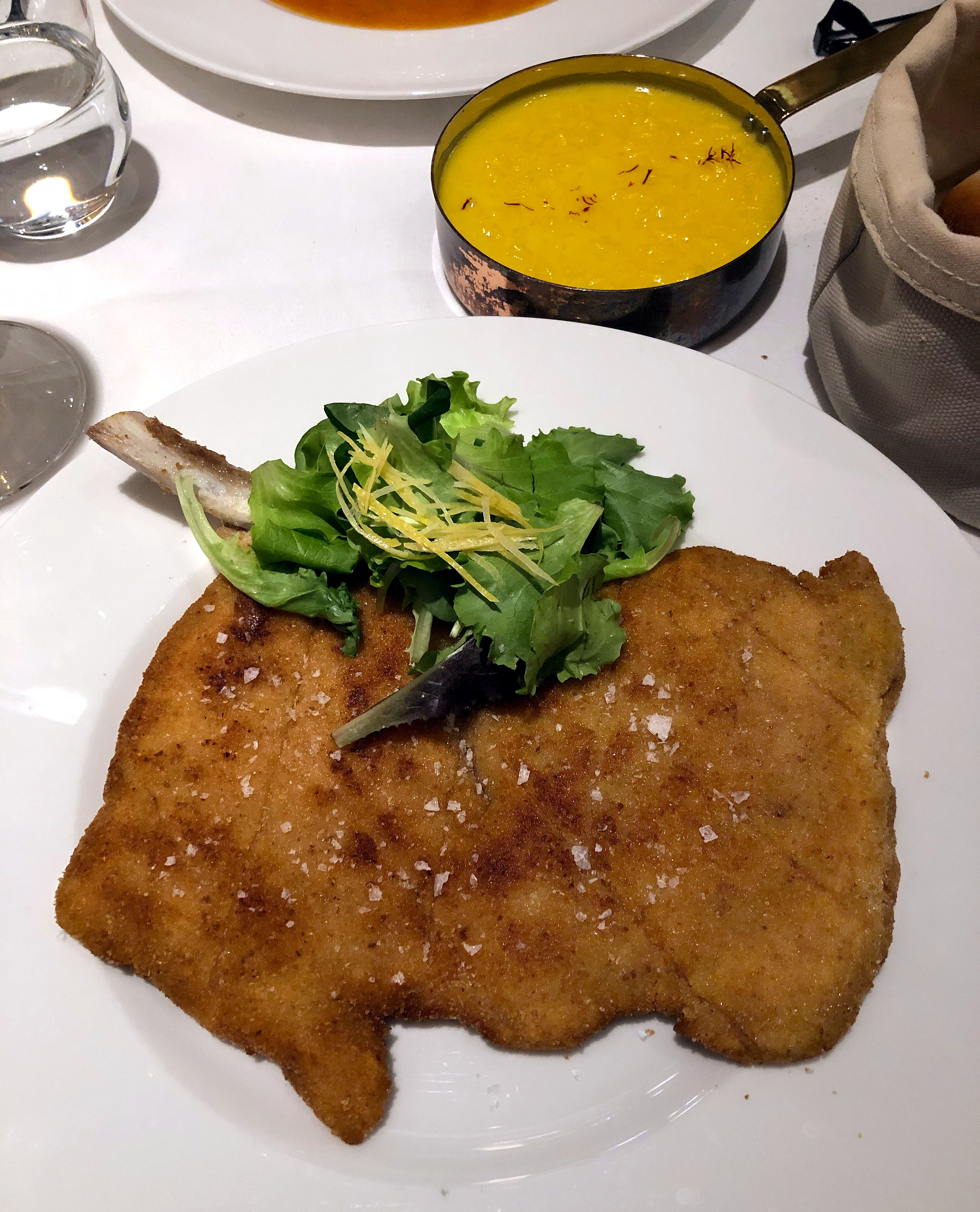
Отбивная по-милански с ризотто алла миланезе

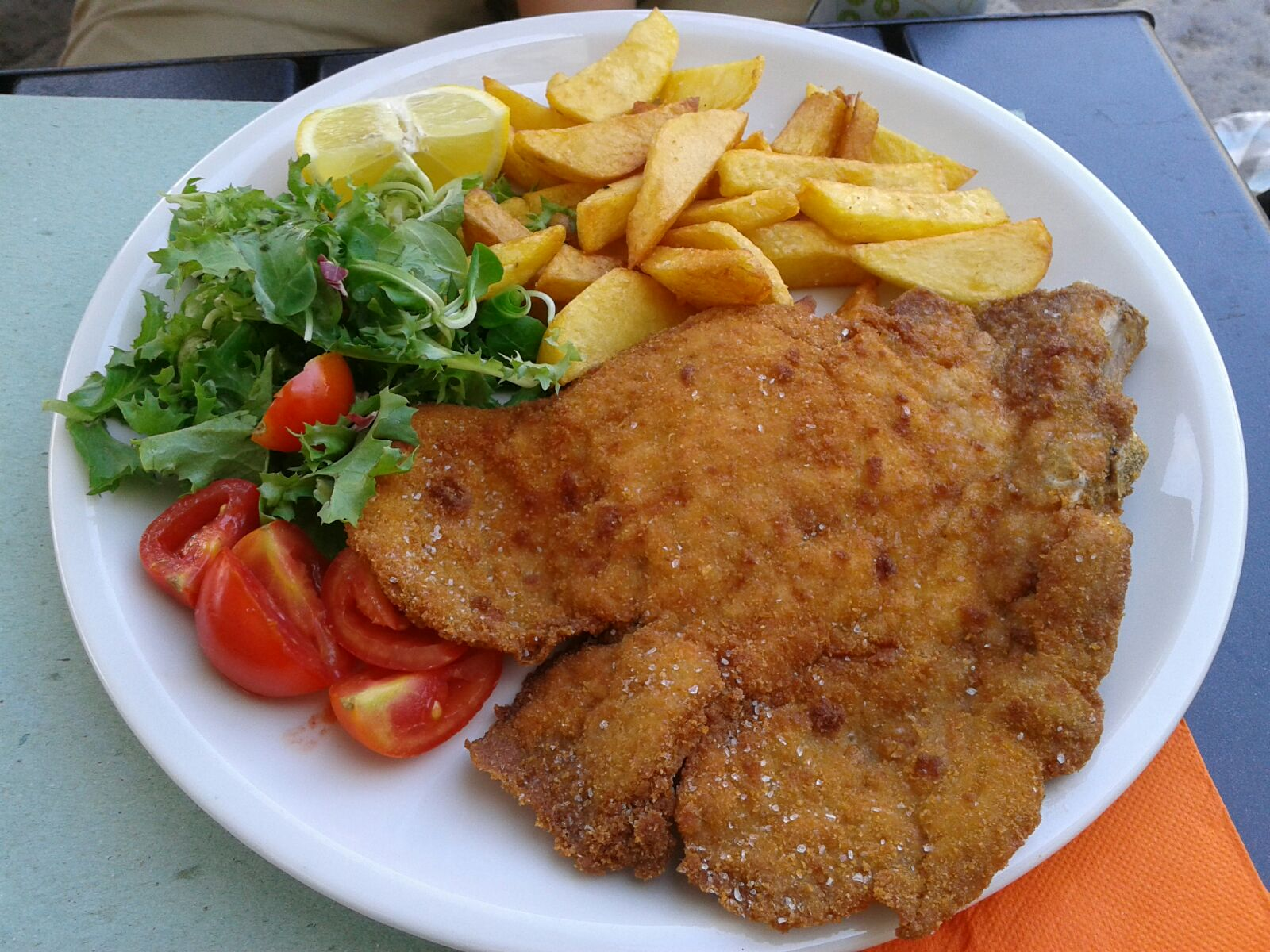
Миланеза

Котолетта (итал. Cotoletta) — итальянское блюдо, отбивная из телятины в панировке: взбитом яйце и панировочных сухарях. В Италии существует несколько вариаций котолетты, благодаря итальянской диаспоре они присутствуют и в других странах.

## История
По распространённой версии, изначально блюдо возникло во Франции как côtelette de veau. Рецепт можно найти в книге Жозефа Менона 1768 года. Côtelette означает «маленькое рёбрышко» на французском языке, имея в виду ребро с мясом.
Французы привезли это блюдо в Италию и Австрию во время Наполеоновских войн. Оно стало популярным в Италии и получило название Côtelette révolution française («Отбивная Французской революции)», а затем просто cotoletta.
По мнению некоторых историков, первое упоминание о котолетте в миланской кухне восходит к блюду lombolos cum panitio, содержащемуся в списке обеда, предложенного в 1134 году настоятелем монахов Сан-Амброджо, который содержится в «Истории Милана» Пьетро Верри.
На основании этого документа муниципалитет Милана решением Совета от 17 марта 2008 года присвоил блюду «муниципальное название» COSTLETTA alla MILANESE.
Однако такое происхождение оспаривается: по мнению ломбардского исследователя кухни Пьеранджело Фриджерио, выражение «cum panitio» могло относиться к гарниру, а не к панировке, для которой термин «panitio» мог обозначать поленту панико, упомянутую в другом документе тринадцатого века из Варезе.
Существует спор между итальянской и австрийской кухней о старшинстве двух похожих блюд: венского шницеля и котолетты. В середине XIX века итальянцы готовили котолетту по своему рецепту, что отметил австрийский маршал Йозеф Радецкий. В его заметках сообщалось о котолетте, приготовленной в Милане, которую сначала обмакивали в яйцо, а затем обжаривали в сливочном масле и, в отличие от венских, не обваливали в муке.
Мясо для котолетты предварительно отбивается, но не сильно и часто плоским молотком, чтобы не слишком повредить его структуру (толщина мяса должна быть одного уровня с костью). В этом ещё одно отличие от более тонкого шницеля, который также часто готовят из свинины.
От французской или итальянской котолетты произошла русская котлета, которая, как правило, готовится из фарша.

## Италия

### Ломбардия
Cotoletta alla milanese (котолетта по-милански) — жареная телячья отбивная в панировке, похожая на венский шницель, но приготовленная с костью. Традиционно её жарят в топлёном масле. Из-за её формы её часто называют oreggia d’elefant на миланском диалекте или orecchia d’elefante по-итальянски, что означает «ухо слона».

### Эмилия-Романья
Cotoletta alla bolognese (котолетта по-болонски) похожа на миланскую, но поверх жареной телячьей котолетты кладут расплавленный пармезан и кусочки прошутто.

### Сицилия
Cotoletta alla palermitana — вариант кололетты из Палермо. Эта котолетта похожа на миланскую, но телятина смазывается оливковым маслом, а затем запекается или готовится на гриле, а не жарится. Панировочные сухари часто смешиваются с петрушкой и сыром пекорино, и в отличие от миланской котоллеты, в панировке палермитанской котолетты нет яиц.

## Аргентина, Перу и Уругвай
Различные панированные мясные блюда, приготовленные в Аргентине и Перу, произошли от котоллеты по-милански и известны как Milanesa. В Аргентине, Перу и Уругвае milanesa a la napolitana готовится аналогично котоллете с добавлением сыра и помидоров.

## Соединённые Штаты
Телятина пармиджана — это итало-американский гибрид котолетты и традиционного итальянского блюда пармиджана ди меланцане (итал. parmigiana di melanzane), представляющего собой жареную телячью отбивную, но приготовленную по тому же способу, что и пармиджана ди меланцане, с заменой баклажанов на телятину.